# Meridià 149 a l'est
El meridià 149 a l'est de Greenwich és una línia de longitud que s'estén des del pol Nord travessant l'oceà Àrtic, Àsia, l'oceà Índic, l'oceà Antàrtic, Austràlia i l'Antàrtida fins al pol Sud.
El meridià 149 a l'est forma un cercle màxim amb el meridià 31 a l'oest. Com tots els altres meridians, la seva longitud correspon a una semicircumferència terrestre, uns 20.003,932 km. Al nivell de l'Equador, és a una distància del meridià de Greenwich de 16.587 km.

## De Pol a Pol
Començant en el pol Nord i dirigint-se cap al pol Sud, aquest meridià travessa:
| Coordenades                               | País, territori o mar   | Notes |
| ----------------------------------------- | ----------------------- | --- |
| 90° 0′ N, 149° 0′ E / 90.000°N,149.000°E  | Oceà Àrtic              | |
| 76° 44′ N, 149° 0′ E / 76.733°N,149.000°E | Rússia                  | Sakhà — Illa Bennett |
| 76° 39′ N, 149° 0′ E / 76.650°N,149.000°E | Mar de Sibèria Oriental | |
| 75° 13′ N, 149° 0′ E / 75.217°N,149.000°E | Rússia                  | Sakhà — illa de Nova Sibèria |
| 74° 43′ N, 149° 0′ E / 74.717°N,149.000°E | Mar de Sibèria Oriental | |
| 72° 14′ N, 149° 0′ E / 72.233°N,149.000°E | Rússia                  | Sakhà Óblast de Magadan — des de 64° 26′ N, 149° 0′ E / 64.433°N,149.000°E |
| 59° 27′ N, 149° 0′ E / 59.450°N,149.000°E | Mar d'Okhotsk           | Badia de Taui |
| 59° 10′ N, 149° 0′ E / 59.167°N,149.000°E | Rússia                  | Óblast de Magadan — Illes Spafàriev |
| 59° 7′ N, 149° 0′ E / 59.117°N,149.000°E  | Mar d'Okhotsk           | Passa a l'est d'Iturup a les Illes Kurils (a 45° 30′ N, 148° 53′ E / 45.500°N,148.883°E), administrades per Rússia (óblast de Sakhalín), però reclamat per Japó (prefectura de Hokkaidō) |
| 45° 30′ N, 149° 0′ E / 45.500°N,149.000°E | Oceà Pacífic            | Passa a l'oest de l'illa de Narage, Papua Nova Guinea (a 4° 32′ S, 149° 6′ E / 4.533°S,149.100°E) · Passa a l'oest de l'illa de Unea, Papua Nova Guinea (a 4° 53′ S, 149° 6′ E / 4.883°S,149.100°E) |
| 5° 28′ S, 149° 0′ E / 5.467°S,149.000°E   | Papua Nova Guinea       | illa de Nova Bretanya Arawe — des de 6° 1′ S, 149° 0′ E / 6.017°S,149.000°E |
| 6° 9′ S, 149° 0′ E / 6.150°S,149.000°E    | Mar de Salomó           | |
| 9° 3′ S, 149° 0′ E / 9.050°S,149.000°E    | Papua Nova Guinea       | illa de Nova Guinea |
| 10° 16′ S, 149° 0′ E / 10.267°S,149.000°E | Oceà Pacífic            | Mar del Corall — passa a través de illes del Mar del Corall Austràlia |
| 20° 14′ S, 149° 0′ E / 20.233°S,149.000°E | Austràlia               | Queensland — Illa Whitsunday |
| 20° 19′ S, 149° 0′ E / 20.317°S,149.000°E | Oceà Pacífic            | Mar del Corall |
| 20° 55′ S, 149° 0′ E / 20.917°S,149.000°E | Austràlia               | Queensland Nova Gal·les del Sud — des de 28° 58′ S, 149° 0′ E / 28.967°S,149.000°E Territori de la Capital Australiana — des de 35° 12′ S, 149° 0′ E / 35.200°S,149.000°E, Passa a l'oest de Canberra (a 35° 20′ S, 149° 7′ E / 35.333°S,149.117°E) Nova Gal·les del Sud — des de 35° 54′ S, 149° 0′ E / 35.900°S,149.000°E Victòria — des de 37° 7′ S, 149° 0′ E / 37.117°S,149.000°E |
| 37° 47′ S, 149° 0′ E / 37.783°S,149.000°E | Oceà Pacífic            | |
| 60° 0′ S, 149° 0′ E / 60.000°S,149.000°E  | Oceà Antàrtic           | |
| 68° 21′ S, 149° 0′ E / 68.350°S,149.000°E | Antàrtida               | Territori Antàrtic Australià, reclamat per Austràlia |